# Klaus Achtel
Klaus Achtel (* 5. Dezember 1937 in Bad Liebenwerda) ist ein ehemaliger deutscher Politiker (CDU) und Staatssekretär im Ministerium für Bildung und Wissenschaft der DDR.

## Leben
Nach dem Abitur im Jahr 1958 studierte Achtel bis 1960 Berufspädagogik/Technische Chemie an der Technischen Hochschule Dresden. Er beendete das Studium mit einem Diplom als Gewerbelehrer für Lebensmitteltechnologie und war anschließend bis 1966 als Berufsschullehrer im VEB Chemiekombinat Bitterfeld tätig. Von 1966 bis 1972 arbeitete er als wissenschaftlicher Assistent an der Sektion Berufspädagogik der TU Dresden und promovierte zum Dr. paed. Danach war er von 1973 bis 1990 in verschiedenen Funktionen am Zentralinstitut für Berufsbildung der DDR tätig. Im Jahr 1987 erfolgte die Promotion B und 1990 die Verleihung des Titels Professor. Er war berufenes Mitglied des Rates für Berufspädagogik der DDR und Mitglied der Fachsektion Bildung der UNESCO-Kommission der DDR. Achtel war Mitglied der DDR-CDU.
Im Jahr 1990 war Achtel zunächst als Abteilungsleiter im Ministerium für Bildung und Wissenschaft tätig und wurde im Mai in der Regierung de Maizière zum Staatssekretär in diesem Ministerium ernannt.